# Arado E.555
Arado E.555 je bil reaktivni strateški bombnik, ki ga je predlagal nemški Arado v programu Amerikabomber. E.555 je imel za razliko od drugih predlogov reaktivne motorje in konfiguracijo "leteče krilo". Vendar je bil za tehnologijo tistega časa E.555 prekompleksno letalo, zato so ga opustili, preden so zgradili prototip. 

## Specifikacije
Podatki iz Luftwaffe Secret Projects: Strategic Bombers 1935–1945
Splošne karakteristike
- Posadka: 2-3
- Tovor: 4000-5900 kg bomb ()
- Dolžina: 8,8 - 25 m ()
- Razpon kril: 21,3 - 32 m ()
- Višina: 3,65 - 4 m ()
- Pogon letala: 2-4 × BMW 109-018 turboreaktivni motor , 2300 kg () vsak

 Zmogljivost 